# Верхний Арий
Верхний Арий — деревня в Ачитском городском округе Свердловской области. 

## География
Деревня располагается по обоим берегам реки Арий в 26 километрах на юго-восток от посёлка городского типа Ачит.

### Часовой пояс
Верхний Арий, как и вся Свердловская область, находится в часовой зоне МСК+2. Смещение применяемого времени относительно UTC составляет +5:00.

## Население
| 2002 | 2010 | 2021 |
| ---- | ---- | ---- |
| 128  | ↘96  | ↘61  |

## Инфраструктура
Деревня разделена на две улицы: Заречная и Свердлова.